# Essex (Connecticut)
Essex ist eine Kleinstadt im Bundesstaat Connecticut der Vereinigten Staaten. Sie hat 6683 Einwohner (United States Census 2010) und ist Teil des Middlesex County. Essex befindet sich südlich der Stadt Hartford. Es setzt sich aus drei Dörfern zusammen: Essex Village, Centerbrook und Ivoryton.
Die Valley Railroad befindet sich in Essex und fungiert als Touristenattraktion.

## Geschichte
Im Britisch-Amerikanischen Krieg wurde Essex 1814 von britischen Kriegsschiffen angegriffen. Der Ort trug damals noch den Namen Potapoug Point. Dieser wurde 1854 in Essex umgeändert.

## Demografie
Nach der Volkszählung von 2010 leben in Essex 6683 Menschen. Die Bevölkerung teilt sich im selben Jahr auf in 94,5 % Weiße, 4,0 % Afroamerikaner, 0,1 % amerikanische Ureinwohner, 1,2 % Asiaten, 0,1 % Sonstige und 0,7 % mit zwei oder mehr Ethnizitäten. Hispanics oder Latinos machten 2,7 % der Bevölkerung aus. Das mittlere Haushaltseinkommen lag bei 89.836 US-Dollar und die Armutsquote bei 4,4 %.

## Städtepartnerschaften
Middletown unterhält mit folgenden Städten eine Städtepartnerschaft:
- Deschapelles, Haiti